# New Leake
New Leake – wieś i civil parish w Anglii, w Lincolnshire, w dystrykcie East Lindsey. W 2011 roku civil parish liczyła 323 mieszkańców.